# Skebokvarn
Skebokvarn är en bebyggelse i Helgesta socken i Flens kommun i Södermanlands län belägen 8 km från Flen, 9 km från Malmköping och 55 km från Järna. SCB avgränsade här 1950 till 2010 samt från 2015 till 2023 en tätort och i tiden före och efter en småort.
Skebokvarn var tidigare en järnvägsknut mellan Västra stambanan och Mellersta Södermanlands Järnväg.

## Befolkningsutveckling
| Befolkningsutvecklingen i Skebokvarn 1950–2020                                                                 | Befolkningsutvecklingen i Skebokvarn 1950–2020 | Befolkningsutvecklingen i Skebokvarn 1950–2020 | Befolkningsutvecklingen i Skebokvarn 1950–2020 | Befolkningsutvecklingen i Skebokvarn 1950–2020 |
| --- | ---------------------------------------------- | ---------------------------------------------- | ---------------------------------------------- | ---------------------------------------------- |
| |                                                |                                                |                                                |                                                |
| År |                                                |                                                | Folkmängd                                      | Areal (ha)                                     |
| 1950 | 1950                                           |                                                | 478                                            |                                                |
| 1960 | 1960                                           |                                                | 344                                            |                                                |
| 1965 | 1965                                           |                                                | 273                                            |                                                |
| 1970 | 1970                                           |                                                | 258                                            |                                                |
| 1975 | 1975                                           |                                                | 243                                            |                                                |
| 1980 | 1980                                           |                                                | 275                                            |                                                |
| 1990 | 1990                                           |                                                | 246                                            | 60                                             |
| 1995 | 1995                                           |                                                | 249                                            | 61                                             |
| 2000 | 2000                                           |                                                | 230                                            | 61                                             |
| 2005 | 2005                                           |                                                | 218                                            | 61                                             |
| 2010 | 2010                                           |                                                | 194                                            | 61**                                           |
| 2010 | 2010                                           |                                                | 86                                             | 14#                                            |
| 2015 | 2015                                           |                                                | 207                                            | 65                                             |
| 2020 | 2020                                           |                                                | 204                                            | 67                                             |
| Anm.: Upphörde som tätort 2010. Åter tätort 2015. ** Som upphörd tätort (mindre än 200 invånare) # Som småort. |                                                |                                                |                                                |                                                |

## Kommunikationer
- Sörmlandstrafiken trafikerar med bl.a. busslinje 789 (Flen-Skebokvarn-Sparreholm-Stjärnhov-Björnlunda-Gnesta
- Riksväg 57 österut mot Sparreholm, Stjärnhov, Björnlunda, Gnesta, Mölnbo, Järna och Södertälje
- Riksväg 57 västerut mot Flen och Katrineholm